# Museo de Miniaturas de Mijas
El Museo de Miniaturas de Mijas, cuyo nombre durante 40 años fue “Carromato de Max”, es una colección de miniaturas expuesta en lo que fue un carromato de cómicos, de madera y chapa, en el término municipal de Mijas (España). Dicho carromato fue sustituido en 1992 por una construcción de obra realizada a imagen del original.

## Historia
La colección, inaugurada el 4 de mayo de 1972, tiene su origen en las miniaturas que, durante su azarosa vida, reunió el hipnotizador y mago Juan Elegido Millán (Brihuega, Guadalajara, 1912), conocido por su nombre artístico de Profesor Max. Había estudiado periodismo y medicina, pero su estilo de vida bohemio y aventurero le llevó a recorrer más de medio mundo entre Europa, África, Sudamérica y Asia.

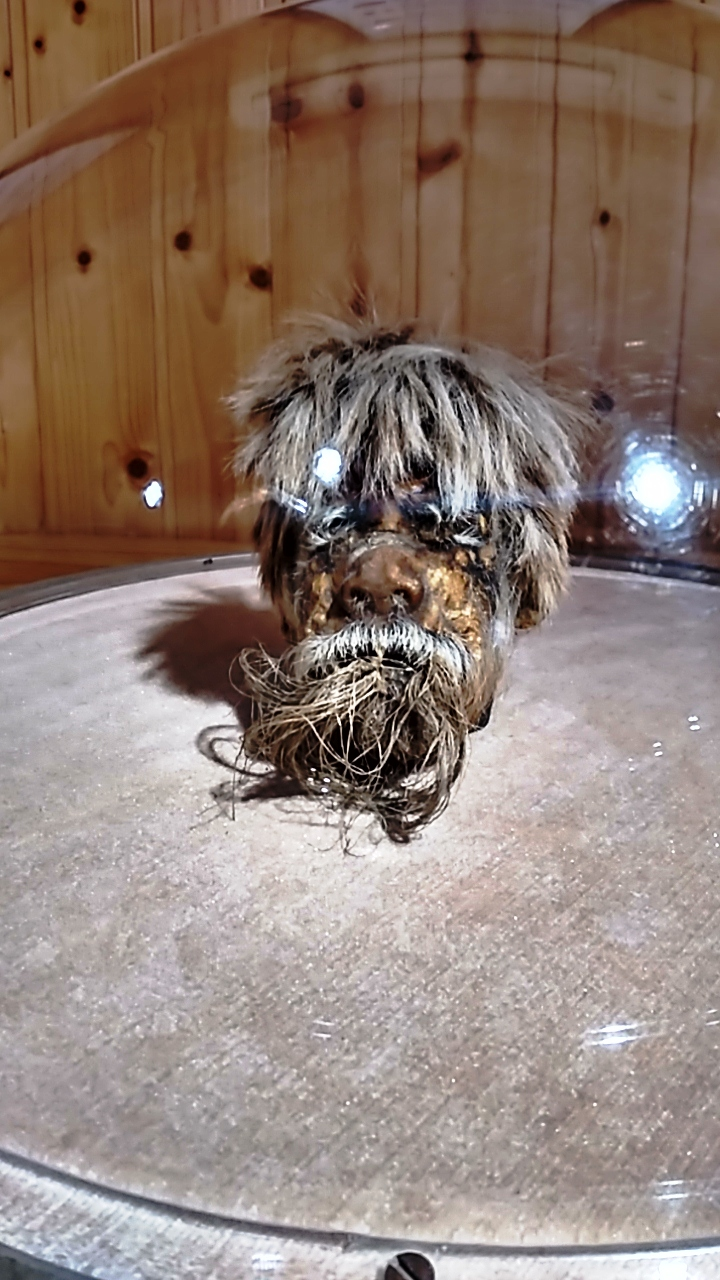
Museo de Miniaturas de Mijas, (Antiguo Carromato de Max)

Entre las miniaturas allí expuestas, procedentes de España, Francia, Alemania, Inglaterra, Angola, Mozambique, México, Chile, Ecuador, Venezuela o Filipinas, destaca la cabeza de un hombre blanco reducida por los jíbaros, así como una batalla naval en la cabeza de un alfiler, una representación de Las Siete Maravillas del Mundo pintadas sobre un palillo de dientes, unas pulgas disecadas y vestidas, un retrato de Abraham Lincoln realizado en pintura sobre una cabeza de alfiler o La Última Cena de Leonardo da Vinci sobre un grano de arroz.
Muchas de las piezas expuestas solo pueden ser vistas mediante las lupas o sistemas ópticos de aumento que las acompañan.
La gestión del Museo de Miniatura de Mijas fue concedida al Profesor Max en 1972. A su muerte, en 1975, su familia se ocupó de la gestión hasta el vencimiento de la concesión, en 2012, fecha en la que el Ayuntamiento de Mijas se hizo cargo de la instalación. Actualmente se encarga de su mantenimiento, gestión y limpieza  Afesol (la Asociación de Familiares y Personas con Enfermedad Mental de la Costa del Sol).